# Уксон
Уксон (фр. Auxonne) насеље је и општина у источном делу централне Француске у региону Бургоња, у департману Златна обала која припада префектури Дижон.
По подацима из 2011. године у општини је живело 7756 становника, а густина насељености је износила 190,8 становника/km². Општина се простире на површини од 40,65 km². Налази се на средњој надморској висини од 184 метара (максималној 211 m, а минималној 181 m).

## Демографија
| 1962. | 1968. | 1975. | 1982. | 1990. | 1999. | 2011. |
| ----- | ----- | ----- | ----- | ----- | ----- | ----- |
| 5.704 | 5.803 | 6.485 | 7.121 | 6.781 | 7.154 | 7.756 |

График промене броја становника у току последњих година

## Партнерски градови
- Хајдесхајм ам Рајн